# 渡辺菜生子
渡辺 菜生子（わたなべ なおこ、1959年11月21日 - ）は、日本の女性声優。東京都杉並区出生、中野区出身。青二プロダクション所属。

## 経歴
東京都杉並区に生まれ、小学1年生の時に東京都中野区に転居。
幼稚園の頃から、母に連れられて宝塚を見に行っていた。小学校の低学年の頃は上月晃が全盛期で、東京公演は全部見ており、感激していた。宝塚の芝居自体は好きであったが、実際に入団したいとは思っていなかった。母はバレリーナであったが、渡辺自身は小さい時にはバレエは習わず、中学時代に「自分でやりたい」と思い始めたという。中学時代に特にきっかけはなかったが、運動神経がゼロだったため、「ゼロでもできる」と聞いて、バレエを始めた。そのおかげで、1985年時点でも体を動かすのは好きだという。高校時代までは、クラシックをしていたが、大学進学後は、ジャズダンスを始めており、1985年時点でもジャズダンスはたまにしているという。
小学校時代から高校時代まで、演劇部に所属していた。小学校の高学年の時から、学芸会もなく、早口言葉をしたりしていた程度で、ほとんど遊びと変わらなかったという。小学6年生の時は、母から「中学から高校への受験は大変だから、今頑張って勉強すれば高校は楽だから」と言われ一番勉強した時期であった。小学生の頃の夢は漫画家で、『サザエさん』のようなものが好きだったが、ストーリーが考えれなかったのと、動きが描けなかったため断念したという。中学進学後もイラストは描いていたが、芝居の方が面白くなった。高校3年生の時点で、「お芝居をやりたい」とは思っていたが、「役者になりたい」というのはそれほど強くなかったという。
山脇学園中学校・高等学校、日本大学芸術学部演劇学科卒業、テアトル・エコー附属養成所出身。
中学時代から女子校で、中学から短大まである学校で、そのままなら、短期大学に進学だが、女子校がイヤになったのと、芝居がしたかったため、日本大学芸術学部に進学したという。両親が、「短大にしろ4年制にしろ、大学までは行きなさい」と言われていたことから、劇団にも入団したかったが、芝居の勉強ができるのは「どちらでも同じだと思った」という。
芝居が好きであり、大学在学中は役者を目指していたが、先輩の姿を見ていたところ役者では食べていけない印象であり、芝居は好きであることから続けたかったらしい。漠然と「じゃあ、芝居をしながらプロとして何か仕事をできたらいいな」と考えていた。大学時代の恩師と現在所属の青二プロの当時の社長が知り合いだったという関係から、声優界入り。1982年、『The・かぼちゃワイン』（女子生徒役）で声優デビューする。『リトル・エル・シドの冒険』（ルイ役）で初主演でレギュラーデビューする。約1か月後には、『とんがり帽子のメモル』（メモル役）でも主演を果たした。メモルを演じていた時は、やんちゃ坊主のような気持ちになり、元気にハリのある声を出すようにしていた。
2005年には2005年日本国際博覧会（愛・地球博）のキャラクターの一つ、キッコロの声を担当した。閉幕後もNHK教育テレビジョンで放送されていた『モリゾー・キッコロ 森へいこうよ!』でキッコロの声を担当した。

## 人物
元々は声優でなく舞台役者を目指していたため、舞台出演の経験も豊富に持ち、仲が良いTARAKOとともに、プロデュースを行ったこともある。双子姉妹の妹で、日芸時代までは、姉妹2人とも同じ道を歩んでいた。
山本百合子とも仲が良く、姉妹同士の犬を飼っていたことがある。
趣味はスパめぐり、バーゲン、芸術鑑賞。特技はマリンバ演奏。
幼稚園時代から姉と一緒にマリンバを始めた。理由としては、ピアノよりは鍵盤がハッキリしており、バチで叩くことから、初心者でもやりやすいからとのこと。幼稚園時代の発表会などでは連弾をしていたが、背が低いことから、台の上に乗って演奏していた。中学進学後は台なしで弾けるようになったという。ピアノも中学時代から習っていたが、高校3年生の時に、大学受験のために「皆お休み」という形で辞めた。1985年時点では再開していないという。イヤでイヤで仕方がなかったことから、マリンバ奏者になろうとは全然思わなかった。小さい頃からバレエの方を先に始めていたら、1985年時点でも続けていたかもしれないという。

## 出演
太字はメインキャラクター。

### テレビアニメ
1982年
- The・かぼちゃワイン（女子生徒、さやか）

1983年
- 光速電神アルベガス（円条寺夏子〈2代目〉）
- Dr.スランプ アラレちゃん（1983年 - 1984年、浦島太郎、キツネ子）

1984年
- キン肉マン（女の子B、美少女A）
- ストップ!! ひばりくん!（女生徒）
- 宗谷物語（英子、美知子）
- とんがり帽子のメモル（1984年 - 1985年、メモル）
- ビデオ戦士レザリオン（ポーラ）
- ふしぎなコアラブリンキー（少年の妹、シンデレラ）
- 夢戦士ウイングマン（1984年 - 1985年、美紅）
- リトル・エル・シドの冒険（ルイ）

1985年
- ゲゲゲの鬼太郎（第3作）（1985年 - 1987年、アワビ、健太、ススム、風子、ハルコ）
- 小公女セーラ（ロッティ・レイ）
- はーいステップジュン（田中正子〈マコ〉）
- へーい!ブンブー

1986年
- 愛少女ポリアンナ物語（ジェイミー、ジェニー・フィティア）
- あんみつ姫（小雪、白玉）
- 剛Q超児イッキマン（天馬宙子）
- 聖闘士星矢（1986年 - 1988年、美穂、フェンリル〈少年時代〉）
- ドラゴンボール（1986年 - 1989年、プーアル、スノ、ミント）
- タッチ（柏葉美穂）
- ボスコアドベンチャー（ラビィ、子供ドラゴン）
- メイプルタウン物語（ジュデイ〈2代目〉、スージー、マリ）
- ワンダービート・スクランブル（レイ）#4

1987年
- 宇宙船サジタリウス（サリ、ミウ）
- エスパー魔美（カオリ）
- 仮面の忍者 赤影（1987年 - 1988年、かえで）
- シティーハンター（片岡優子）
- 新メイプルタウン物語 パームタウン編（ジュディ、ケティ）
- ついでにとんちんかん（呂里子）
- のらくろクン（少女、ユカ、美少女）

1988年
- キテレツ大百科（1988年 - 1990年、サチコ、信ちゃん、かおり、ハナ、豆コロ〈初代〉、マミ）
- 聖闘士星矢（ε星アリオトのフェンリル〈子供時代〉）
- 闘将!!拉麵男（メンマ、少年パーコーメン）
- ビックリマン（柔助）
- ひみつのアッコちゃん（1988年版）（シッポナ）

1989年
- 悪魔くん（少女）
- かりあげクン（1989年 - 1990年、鈴木ヒサエ、大竹ヨシオ）
- それいけ!アンパンマン（1989年 - 2024年、ピーター、ムーン姫、トマトちゃん〈初代〉、フルーツサンドちゃん〈初代〉、おしんこちゃん）
- ドラゴンボールZ（1989年 - 1996年、プーアル、チチ〈2代目〉）

1990年
- ジャングルブック・少年モーグリ（リンダ）
- ちびまる子ちゃん（1990年 - 、たまちゃん、花輪くんのお母さん〈3代目〉） - 2シリーズ
- ドラゴンクエスト（ミグ）
- まじかる☆タルるートくん（小太郎）
- 魔神英雄伝ワタル2（プリプリ姫）
- 魔法使いサリー（1989年版）（1990年 - 1991年、マリ、ルミ、ターちゃん）
- もーれつア太郎（娘）

1991年
- ウルトラマンキッズ 母をたずねて3000万光年（エレピー）
- おぼっちゃまくん（やよい）
- トラップ一家物語（アガーテ）
- ハイスクールミステリー学園七不思議（好子、藤田ひろみ、白い少女）

1993年
- GS美神（綾）
- ドラゴンボールZ 絶望への反抗!!残された超戦士・悟飯とトランクス（チチ）

1995年
- アニメ世界の童話（三男）
- ご近所物語（みどり）
- 白雪姫の伝説（マリー）
- ママレード・ボーイ（クリス）

1996年
- 家なき子レミ（カトリーン）
- ドラゴンボールGT（1996年 - 1997年、チチ）
- 爆走兄弟レッツ&ゴー!!（火車遊）

1998年
- Weiß kreuz（山田美由）
- クレヨンしんちゃん（綾乃）
- ドクタースランプ（ペンちゃん）
- 爆走兄弟レッツ&ゴー!! MAX（東）

1999年
- キョロちゃん（チビちゃん）

2000年
- BRIGADOON まりんとメラン（少年）

2001年
- ジャングルはいつもハレのちグゥ（グゥ）
- 神鵰侠侶 コンドルヒーロー（程英）
- だぁ!だぁ!だぁ!（駒田あゆみ）
- ドラえもん（テレビ朝日版第1期）（タンポポの子供、石器人の女）

2002年
- 藍より青し（中澤章子）

2005年
- ドラえもん（テレビ朝日版第2期）（2005年 - 2009年、正直太郎、フー子、リーレ、ライザ、ミュータン）
- モリゾーとキッコロ（キッコロ）

2006年
- Kin-Qキッズ☆おたすK隊（藍ちゃん）
- 史上最強の弟子ケンイチ（谷本夏の養母）

2007年
- あたしンち（2007年 - 2016年、ホホエミさん〈大和田マチコ〉） - 2シリーズ

2009年
- ドラゴンボール改（2009年 - 2015年、チチ、プーアル） - 2シリーズ
- うっかりペネロペ（メルラン）

2011年
- スティッチ! 〜ずっと最高のトモダチ〜（ダークエンド）

2013年
- トリコ×ONE PIECE×ドラゴンボールZ 超コラボスペシャル!!（チチ）

2015年
- ドラゴンボール超（2015年 - 2017年、チチ、プーアル）

2020年
- 大家さんと僕（2020年 - 2021年、大家さん）

### 劇場アニメ
1980年代
- ナイン（1983年、女生徒）
- はだしのゲン（1983年）
- とんがり帽子のメモル（1985年、メモル）
- タッチ 背番号のないエース（1986年、浅倉南〈少女期〉）
- ドラゴンボール 神龍の伝説（1986年、プーアル）
- 聖闘士星矢（1987年、美穂）
- タッチ3 君が通り過ぎたあとに（1987年、女の子）
- ドラゴンボール 魔神城のねむり姫（1987年、プーアル）
- ドラゴンボール 摩訶不思議大冒険（1988年、プーアル）
- ひみつのアッコちゃん（1989年、シッポナ）
- ひみつのアッコちゃん 海だ!おばけだ!夏まつり（1989年、シッポナ）

1990年代
- ちびまる子ちゃん（1990年、たまちゃん）
- 剣之介さま（1990年、お臀）
- ドラゴンボールZ 地球まるごと超決戦（1990年、プーアル）
- ドラゴンボールZ 超サイヤ人だ孫悟空（1991年、チチ）
- ドラゴンボールZ とびっきりの最強対最強（1991年、チチ）
- ちびまる子ちゃん わたしの好きな歌（1992年、たまえ）
- ドラゴンボールZ 極限バトル!!三大超サイヤ人（1992年、チチ）
- ドラゴンボールZ 燃えつきろ!!熱戦・烈戦・超激戦（1993年、チチ）
- ドラゴンボールZ 銀河ギリギリ!!ぶっちぎりの凄い奴（1993年、チチ）
- ドラゴンボールZ 復活のフュージョン!!悟空とベジータ（1995年、チチ）
- モンタの冒険III 飛べJS号!下水道の夢をのせて（1995年、モンジロー）
- ドラゴンボール 最強への道（1996年、プーアル）

2000年代
- 映画ドラえもん 新・のび太の宇宙開拓史（2009年、ライザ）

2010年代
- ドラゴンボールZ 神と神（2013年、チチ）
- ちびまる子ちゃん イタリアから来た少年（2015年、たまちゃん）
- ハッピーカムカム（2015年）
- ONE PIECE FILM GOLD（2016年、テンポ）
- ドラゴンボール超 ブロリー（2018年、ギネ）

### OVA
1985年
- 幻夢戦記レダ（オムカ）
- 戦え!!イクサー1（小夜子）

1986年
- ガルフォース（キャティ） - 3シリーズ
- 湘南爆走族（野々村渚）

1988年
- 吸血姫美夕（美夕）
- ザナドゥ ドラゴンスレイヤー伝説（ユイリイ）
- 妖精王（シルフィード）

1989年
- 破邪大星ダンガイオー（ミドー）

1990年
- 楳図かずおの呪い（橘まさみ）
- トランスフォーマーZ（アキラ）
- 変幻退魔夜行 カルラ舞う! 仙台小芥子怨歌（魅冬）

1991年
- シャコタン☆ブギ（サセコ）
- ジャングルウォーズ（リラ）
- ねこ・ねこ・幻想曲（シロ）

1992年
- スクランブル・ウォーズ 突走れ!ゲノムトロフィーラリー（キャティ）

1993年
- ドラゴンボールZ外伝 サイヤ人絶滅計画（チチ）

1994年
- マップス 伝説のさまよえる星人たち（ツキメ）
- 幽幻怪社（彗迷）

2002年
- ジャングルはいつもハレのちグゥ デラックス（グゥ） - 2シリーズ

2008年
- ドラゴンボール オッス!帰ってきた孫悟空と仲間たち!!（チチ）

2010年
- ドラゴンボール 超サイヤ人絶滅計画（チチ）

### ゲーム
1989年
- イースI・II（女神フィーナ）
- 天外魔境 ZIRIA（綱手、白ヘビ）

1991年
- ブライ 八玉の勇士伝説（マイマイ・プロット）

1992年
- サークI・II（エリス、アブ・ヴァール）
- ブライII 闇皇帝の逆襲（マイマイ・プロット）
- ぽっぷ'nまじっく（フィール）

1993年
- イースIV The Dawn of Ys（フィーナ）
- サークIII（エリス）

1994年
- ドラゴンボールZ 偉大なる孫悟空伝説（チチ）
- ドラゴンボールZ 真サイヤ人絶滅計画 -地球編-（チチ）
- プリンセス・ミネルバ（トゥア）※PCエンジン版

1995年
- ちびまる子ちゃんの対戦ぱずるだま（たまちゃん）
- ちびまる子ちゃん まる子絵日記ワールド（穂波たまえ〈たまちゃん〉）
- ちびまる子ちゃん めざせ!南のアイランド!!（穂波たまえ〈たまちゃん〉）
- 同級生（真行司麗子）※PCエンジン版
- ドラゴンボールZ Ultimate Battle 22（プーアル）
- ドラゴンボールZ 真武闘伝（チチ）

1996年
- エターナルメロディ（キャラット・シールズ）
- ちびまる子ちゃん まる子デラックスクイズ（たまちゃん）

1997年
- テイルズ オブ デスティニー（チェルシー・トーン）

2002年
- テイルズ オブ ザ ワールド なりきりダンジョン2
- テイルズ オブ ファンダム Vol.1（チェルシー・トーン）

2003年
- SNOW（橘芽依子、鳳仙）
- ドラゴンボールZ（プーアル）

2005年
- 超ドラゴンボールZ（チチ）
- テイルズ オブ ザ ワールド なりきりダンジョン3
- ドラゴンボールZ3（チチ、プーアル）

2006年
- テイルズ オブ デスティニー（チェルシー・トーン）※PlayStation 2版
- 天外魔境 ZIRIA〜遥かなるジパング〜（玉藻姫）
- ドラゴンボールZ Sparking! NEO（チチ、プーアル）

2007年
- ドラゴンボールZ Sparking! METEOR（チチ、プーアル）
- ドラゴンボールZ 遥かなる悟空伝説（チチ）

2009年
- ちびまる子ちゃんDS まるちゃんのまち（たまちゃん）
- テイルズ オブ バーサス（チェルシー・トーン）※ミニゲーム「Tales of WALL BREAKER」のみ

2011年
- テイルズ オブ ザ ワールド レディアント マイソロジー3（チェルシー・トーン）

2015年
- ドラゴンボールZ 超究極武闘伝（プーアル）

2016年
- ドラゴンボールフュージョンズ（プーアル、ギネ）

2017年
- スーパードラゴンボールヒーローズ（2017年 - 、ギネ）

2018年
- ドラゴンボール ファイターズ（チチ）※DLC追加実況キャラクター

2019年
- スーパードラゴンボールヒーローズ ワールドミッション（ギネ）

2020年
- ドラゴンボールZ カカロット（チチ、プーアル、チチ〈未来〉）
- テイルズ オブ ザ レイズ（チェルシー）

2021年
- ルーンファクトリー5（ユキ）

2024年
- ドラゴンボール ザ ブレイカーズ（チチ、プーアル）
- ドラゴンボール Sparking! ZERO（チチ）

### ドラマCD・カセット
- 愛の戦士ヘッドロココ（キャロル）
- ARIEL / ARIEL II 幻影の侵略（絢）
- 聖闘士星矢 ダスビダーニャ〜約束の時〜（美穂）
- ソードワールドSFC2 いにしえの巨人伝説序章（リーマ）
- 新吸血姫 美夕〜西洋神魔編〜（美夕）
- こどもちゃれんじ（みみりん〈初代〉）
- 世界でいちばん大嫌い（秋吉零）
- テイルズ・オブ・デスティニー（チェルシー・トーン）
- ドリームハンター麗夢 電脳空域の迷路（ROM）
- 魔神英雄伝ワタル4 CDシネマ2「小さな恋の海火子」（プリプリ姫）

### 吹き替え

#### 映画
- 愛と哀しみの旅路（ミニ・マクギャン〈エリザベス・ギリアム〉）※ソフト版
- オーメン4（ディーリア）
- カーリー・スー（カーリー・スー〈アリサン・ポーター〉）※日本テレビ版
- キング・オブ・デストロイヤー/コナンPART2（ジェナ姫）※テレビ朝日版
- 氷の接吻（ルーシー）※ソフト版
- 34丁目の奇跡（スーザン）
- 潮風のいたずら（ジョーイ）※機内上映版
- シザーハンズ（孫娘）※ソフト版
- ゼイリブ
- チキンハート・ブルース（ローズマリー）
- バッド・ママのクリスマス（サンディ〈シェリル・ハインズ〉）
- ハイテクサンタがやってきた（ピーター）
- ミセス・ダウト（ナタリー・ヒラード）※ソフト版
- リトルマン・テイト（フレッド・テイト）
- 霊幻道士2 キョンシーの息子たち!（ガガ）

#### ドラマ
- ジム・ヘンソンのストーリーテラー（王女〈キャサリン・ブラッドショー〉）

### テレビドラマ
- 世にも奇妙な物語20周年スペシャル・春 〜人気番組競演編〜「まる子と会える町」（穂波たまえ〈たまちゃん〉）

### テレビ番組
- えいごでペララ♪（藍ちゃん）
  - かず1ばん！
  - カタカナカンタン！
  - ひらがなあーん！
  - あいLOVEキスゴン
  - あいちゃんとキスゴンのフラッシュえいご
  - Kin-QキッズおたすK隊
- 太川・蛭子のローカル鉄道寄り道旅（ナレーション、2019年3月14日）
- 太川蛭子の旅バラ
  - 太川・蛭子のローカル鉄道寄り道旅（ナレーション、2019年4月18日 - ）
- お願い!ランキングGOLD アニメの裏側ぶっちゃけSP（テレビ朝日）
- さんすうすいすい（パック）
- さんすうみつけた（ミイ）
- 大胆MAP 顔を見てみたいアニメキャラクター30人全部見せちゃうよ! 春の撮れたて新作SP（テレビ朝日、『ドラゴンボール』のプーアル役として紹介）
- たのしいさんすう（アリス）
- ドラゴンボール 悟空の交通安全（プーアル、スノ）
- ドリフのクリスマスプレゼント（声の出演）
- 土曜スペシャル
  - 太川・蛭子のローカル鉄道寄り道旅（ナレーション、2019年3月9日）
- ハンターマウンテン塩原（ハンタマくんの声）
- モリゾー・キッコロ 森へいこうよ!（キッコロ）
- 街グルメをマジ探索!かまいまち（フジテレビ、ナレーション、2024年4月 - ）
- ニッポンぶらり鉄道旅（NHK BS / NHK BSプレミアム4K、ナレーション、2024年4月25日）

### 人形劇
- あつまれじゃんけんぽん（北きつね / 北狐びゃっこ）
- こどもにんぎょう劇場 「わがままな大男」（子供）
- バケルノ小学校ヒュードロ組（北狐びゃっこ）
- ひげよさらば （チビ）